# Clonios
En la mitología griega Clonios (Griego antiguo: Κλονίος, de kloneo (sacudir, empujar)), siendo "el que sacude") es conocido como uno de los 5 líderes de los beocios en la guerra de Troya, siendo aliados de los aqueos. Fue hijo de Lacrito y Cleobule, y participó como gobernante de un ejército y 12 barcos en muchas batallas contra los troyanos. Sale mencionado en la Ilíada en Catálogo de las naves. Agénor le mató en combate. 